# Südtiroler Heimatbund
Südtiroler Heimatbund (alemany Lliga de la Pàtria Sudtirolesa) fou un partit polític nacionalista del Tirol del Sud, actiu fins al 1989.
A les eleccions regionals de Trentino-Tirol del Sud de 1983 i a les eleccions legislatives italianes de 1983 es presentà amb el nom de Wahlverband des Heimatbundes, i va obtenir respectivament el 4,2% i el 2,6%, mercè els quals Eva Klotz fou escollida consellera provincial, càrrec que va renovar a les eleccions regionals de 1988.
El 1989 el partit es va unir amb el Freiheitliche Partei Südtirols de Gerold Meraner i alguns membres conservador del Südtiroler Volkspartei, encapçalats per Alfons Benedikter, i fundaren la Union für Südtirol